# Нью-Ричмонд (Огайо)
Нью-Ричмонд (англ. New Richmond) — селище (англ. village) в США, в окрузі Клермонт штату Огайо. Населення — 2727 осіб (2020).

## Географія
Нью-Ричмонд розташований за координатами 38°58′25″ пн. ш. 84°16′54″ зх. д. / 38.97361° пн. ш. 84.28167° зх. д. (38.973725, -84.281559).  За даними Бюро перепису населення США в 2010 році селище мало площу 9,64 км², з яких 8,84 км² — суходіл та 0,80 км² — водойми.

## Демографія
Згідно з переписом 2010 року, у селищі мешкали 2582 особи в 980 домогосподарствах у складі 658 родин. Густота населення становила 268 осіб/км².  Було 1133 помешкання (118/км²).
Расовий склад населення:
| - 95,6 % — білих - 1,6 % — чорних або афроамериканців - 0,3 % — азіатів - 0,2 % — вихідців з тихоокеанських островів - 0,2 % — корінних американців |

До двох чи більше рас належало 1,5 %. Частка іспаномовних становила 1,5 % від усіх жителів.
За віковим діапазоном населення розподілялося таким чином: 28,4 % — особи молодші 18 років, 60,9 % — особи у віці 18—64 років, 10,7 % — особи у віці 65 років та старші. Медіана віку мешканця становила 36,7 року. На 100 осіб жіночої статі у селищі припадало 100,5 чоловіків;  на 100 жінок у віці від 18 років та старших — 94,6 чоловіків також старших 18 років.
Середній дохід на одне домашнє господарство  становив 58 247 доларів США (медіана — 46 118), а середній дохід на одну сім'ю — 66 270 доларів (медіана — 55 694). Медіана доходів становила 51 591 долар для чоловіків та 42 865 доларів для жінок. За межею бідності перебувало 20,7 % осіб, у тому числі 33,4 % дітей у віці до 18 років та 8,9 % осіб у віці 65 років та старших.
Цивільне працевлаштоване населення становило 1074 особи. Основні галузі зайнятості: освіта, охорона здоров'я та соціальна допомога — 18,1 %, роздрібна торгівля — 18,0 %, будівництво — 13,3 %, науковці, спеціалісти, менеджери — 10,4 %.